# نرگس نهان
نرگس نهان سرپرست سابق وزارت معادن و پطرولیم افغانستان است. او در دوم عقرب/آبان‌ماه ۱۳۹۸ ه‍.ش از سمت خود کناره‌گیری کرد، وی علت استعفایش را مشکلات شخصی اعلام کرد.
او سابقهٔ کار در وزارت مالیه افغانستان و نیز واحد انسجام و پالیسی ریاست‌جمهوری را داراست. او معاون پوهنتون کابل نیز هست.

## زندگی شخصی
نرگس نهان ۱۹۸۱ و مجرد است. او پیش‌تر به سرطان ثدیه مبتلا بود ولی با پیگیری روند درمان در هند و آلمان، سلامتش را بازیافت.